# لورا، نیو ساوت ولز
لورا (به انگلیسی: Leura) یک شهرک در استرالیا است که در نیو ساوت ولز واقع شده‌است. (کد پستی: 2780) حومه ای در منطقه دولت محلی شهر کوه های ابی است که در 100 کیلومتری (62 مایل) غرب منطقه تجاری مرکزی سیدنی در نیو ساوت ولز استرالیا واقع شده است. این یکی از مجموعه شهرهای کوچک است که در امتداد خط راه اهن اصلی غربی و بزرگراه بزرگ غربی قرار دارد که پارک ملی کوه های ابی را تقسیم می کند. Leura در مجاورت Katoomba، بزرگترین مرکز در کوه های بالا واقع شده است و دو شهر در امتداد لبه غربی Leura ادغام می شوند.